# Louis Madelin
Louis Madelin (Neufchâteau, 8 maggio 1871 – Parigi, 18 agosto 1956) è stato un politico e storico francese.
Fu deputato dal 1924 al 1928 per i Vosgi. Professore alla facoltà di Lettere di Parigi, fu anche membro dell'École française di Roma e dell'Académie française.

## Biografia

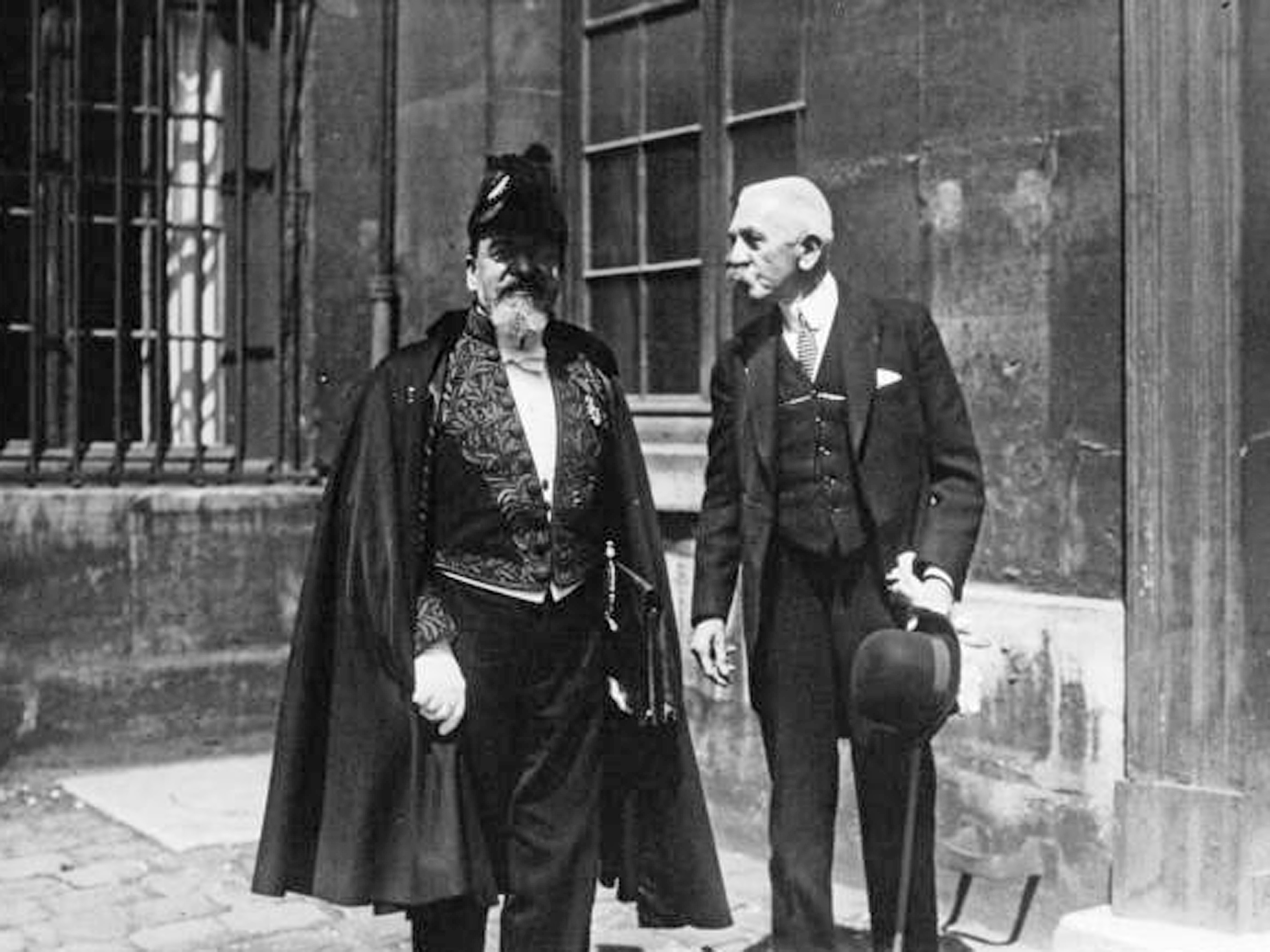
Louis Madelin all'Académie française.

Storico, specialista della rivoluzione francese e del Primo Impero, fu eletto deputato per i Vosgi, nelle file della conservatrice Federazione Repubblicana nel 1924: carica che mantenne fino al 1928. Nel 1927 fu eletto all'Académie française, sedendo sulla  poltrona n. 5, nella quale succedette a Robert de Flers. Alla morte del maresciallo di Francia Hubert Lyautey presiedette l'Associazione degli amici della culla di Giovanna d'Arco, che organizzò manifestazioni di massa dal 1937 al 1939 à Domrémy, sotto l'egida dei Compagnons de Jeanne d'Arc. Fu anche membro associato dell'Académie de Stanislas. Durante la prima guerra mondiale fu mobilitato nel 1914 ed aggregato al 44º reggimento di fanteria territoriale, prima di essere assegnato al Quartier Generale. Divenne sottotenente ed ufficiale addetto al servizio d'informazioni. Fu congedato nel 1918 con il riconoscimento della Croce di Guerra.
Nel 1948 fu uno dei fondatori del Comitato per la liberazione del maresciallo Pétain. . Dopo la sua morte, la salma venne inumata nel cimitero di Grenelle.

## Matrimonio
Louis Madelin si sposò nel 1898 ed ebbe quattro figli. Dopo la morte della prima moglie sposò, nel 1909, Marthe Clavery, deceduta nel 1973 a 92 anni di età.

## Opere

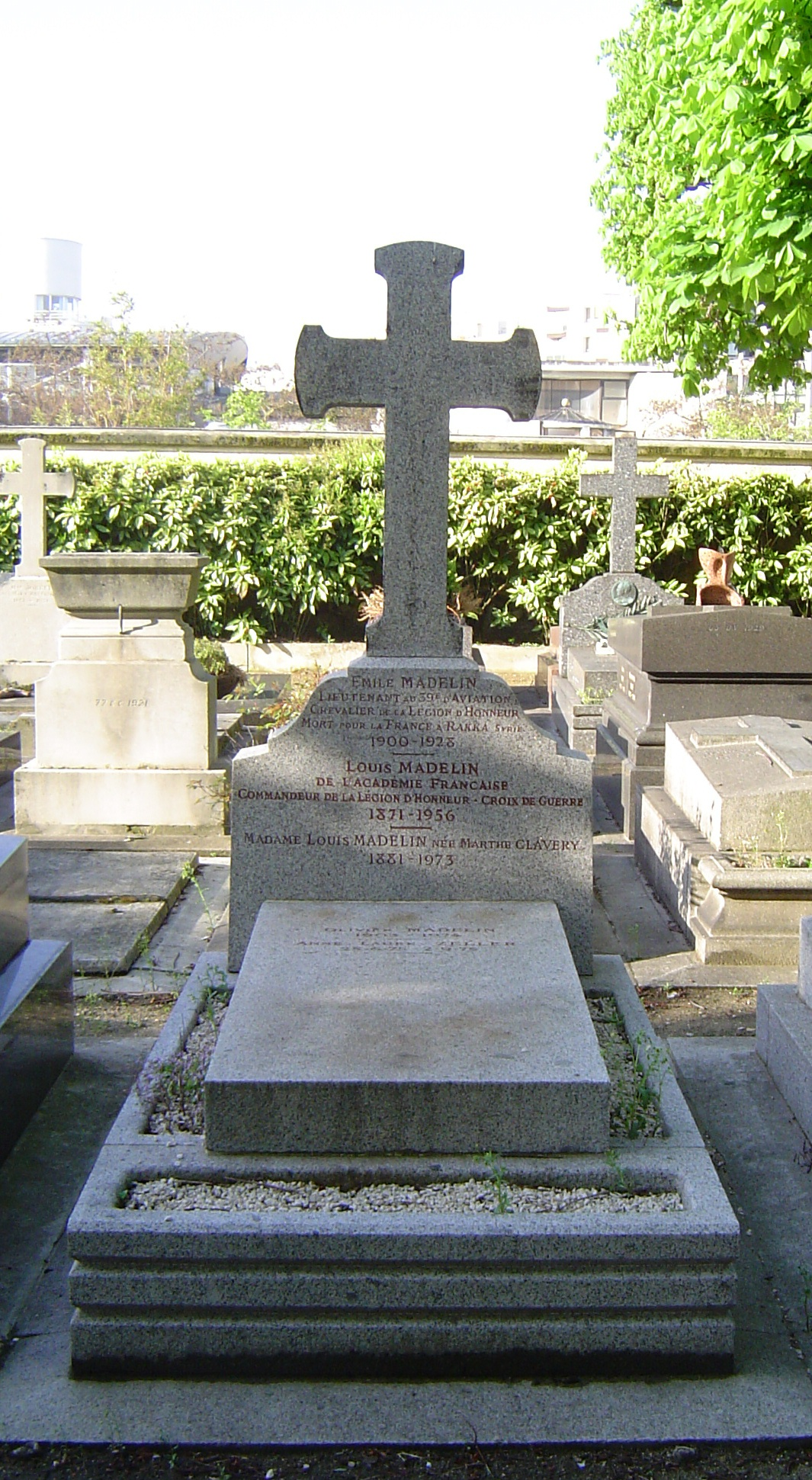
Parigi, Tomba di Madelin nel cimitero di Grenelle.

- 1901 De conventu Bononiensis Philippe Pétain
- 1901 Fouché (Ouvrage couronné par l'Académie française. Prix triennal Thiers)
- 1905 Croquis lorrains
- 1906 La Rome de Napoléon
- 1906 Le général Lasalle
- 1911 La Révolution [ed. it.: Bologna, Cappelli, 2v., 1933]
- 1913 La France et Rome
- 1914 Danton [ed. it.: Milano, Dall'Oglio,1955]
- 1916 La victoire de la Marne
- 1916 L'aveu, la bataille de Verdun et l'opinion allemande
- 1917 La mêlée des Flandres, l'Yser et Ypres
- 1918 L'expansion française de la Syrie au Rhin
- 1919 Les heures merveilleuses d'Alsace et de Lorraine
- 1920 Verdun. La bataille de France.
- 1921 Le chemin de la victoire, 2 voll.
- 1922 La France du Directoire
- 1925 La colline de Chaillot
- 1925 Le maréchal Foch
- 1926 La France de l'Empire
- 1928 Les hommes de la Révolution
- 1929 Le Consulat de Bonaparte
- 1931 La Fronde
- 1932 Le Consulat et l'Empire, 2 voll.
- 1933 Les grandes étapes de l'Histoire de France
- 1935 Lettres inédites de Napoléon à l'impératrice Marie-Louise, écrites de 1810 à 1814. Napoléon. La Contre-Révolution sous la Révolution
- 1936 Le crépuscule de la monarchie
- 1937 François Ier, le souverain politique
- 1937-1953 Histoire du Consulat et de l'Empire, 16 voll.1944.
- 1939 Lucien Bonaparte [avec Paul Fleuriot de Langle]
- Talleyrand [ed. it.: Milano, Dall'Oglio,1956]
- 1945 Édition des Mémoires de Fouché.
- 1947 Nouvelle édition, complétée par de nouveaux éléments, de sa biographie de Fouché de 1901, qui l'avait fait connaitre.

## Fonti
Le carte personali di Louis Madelin sono conservate negli   Archivi nazionali di Francia al n. 355AP.